# Schloss Einstein/Staffel 17
Die siebzehnte Staffel der deutschen Seifenoper Schloss Einstein für Kinder und Jugendliche umfasst 26 Episoden (Folgen 793–818).
Im Rahmen des Jubiläums zur 800. Folge wurde eine Woche vor deren Ausstrahlung die Spezialfolge „Direktor Berger und das Chefmonster“ gezeigt, die als Bestandteil der 26 Folgen umfassenden 17. Staffel in der Episodenzählung mit berücksichtigt wurde. Da sie jedoch handlungstechnisch isoliert steht und den Plot der Folge 799 unterbricht, wird sie offiziell als Folge 818 (als letzte Episode der Staffel) gezählt. Diese Angabe verwendet auch dieser Artikel, obwohl sie rein nummerisch falsch ist.
Aufgrund der Kürzung dieser Staffel wird zum ersten Mal ein Schuljahr während der Ausstrahlung vorübergehend ausgesetzt. Zwar stimmten auch zu Beginn der Serie die einzelnen Staffeln nicht mit den jeweils erzählten Schuljahren überein, doch wurden diese direkt aufeinanderfolgend gesendet. Zwischen Staffel 17, die im Juni 2014 endet, und der 18. Runde liegt jedoch eine halbjährige Pause, die das aktuell laufende Schuljahr während der Weihnachtsferien unterbricht und es ab Januar 2015 an dieser Stelle wieder aufnimmt.
Theoretisch wäre es zwar möglich gewesen, ein verkürztes Jahr zu erzählen, doch hätten somit aufgrund der Wetterverhältnisse die Herbst- und Winterfolgen parallel zu den rückwärts produzierten Sommer- und Frühlingsfolgen gedreht werden müssen, was einen enormen logistischen Aufwand für das Produktionsteam – wie etwa in den Bereichen Kostüm und Schnitt – bedeutet hätte, da allein der gesamte Plot der Staffel sowie die Bücher dazu im Sommer 2013 hätten fertiggestellt sein müssen.

## Besetzung
Sortiert nach der Reihenfolge des Einstiegs, danach nach den Nachnamen der Schauspieler.
| Schauspieler                                                                        | Rollenname                                | Folgen                | Jahr | Bemerkungen |
| ----------------------------------------------------------------------------------- | ----------------------------------------- | --------------------- | ---- | --- |
| Prägende Charaktere:                                                                |                                           |                       |      | |
| Schüler:                                                                            |                                           |                       |      | |
| Marie Borchardt                                                                     | Pia „Pippi“ Pigalke                       | 793–817               | 2014 | Mitbewohnerin von Constanze und Roxy; Ex-Freundin von Hubertus; Freundin von David |
| Svea Engel                                                                          | Serena Eickner                            | 793–817               | 2014 | Tochter von Marie-Ann Eickner und Georg Kreil; zweieiige Zwillingsschwester und Mitbewohnerin von Miriam; Schulsprecherin (Folgen 806–817)                                                                                        |
| Johna Fontaine                                                                      | Daphne Leandros                           | 793–817               | 2014 | Schwester von Evangelos; Junior-Trainerin für Anfänger in der Box-AG (seit Folge 796) |
| Henrieke Fritz                                                                      | Constanze Prinzessin von Blumenberg       | 793–817               | 2014 | Tochter von Saskia und Jan von Blumenberg, Schwester von Dominik; Mitbewohnerin von Pippi und Roxy |
| Hugo Gießler                                                                        | Hubertus Müller-Kehlbach                  | 793–817               | 2014 | Mitbewohner von David und Dominik; Ex-Freund von Pippi; Schulsprecher (Folge 800–806) |
| Paul Hartmann                                                                       | Johannes „Jonny“ Enns                     | 793–818               | 2014 | Mitbewohner von Adrian; Sänger und Pianist der Einstein-Band |
| Jelena Herrmann                                                                     | Miriam Kreil                              | 793–818               | 2014 | Tochter von Georg Kreil und Marie-Ann Eickner; zweieiige Zwillingsschwester und Mitbewohnerin von Serena |
| Jacob Körner                                                                        | Nils Kupferschmid                         | 793–818               | 2014 | Sohn von Karin Kupferschmid; Mitbewohner von Tommy; Junior-Trainer für Anfänger (bis Folge 796), dann für Fortgeschrittene in der Box-AG; Ex-Freund von Ming; gehörte vor seinem Schulwechsel der Neonazi-Vereinigung „Baborg“ an |
| Lukas Lange                                                                         | Adrian Leupold                            | 793–818               | 2014 | Mitbewohner von Jonny |
| Lucas Leppert                                                                       | Thomas „Tommy“ Kluge                      | 793–817               | 2014 | Mitbewohner von Nils |
| Helene Mardicke                                                                     | Roxanne „Roxy“ Wildenhahn                 | 793–817               | 2014 | Tochter von Lara Zöllner; Mitbewohnerin von Constanze und Pippi; wuchs im Heim auf |
| David Meier                                                                         | David Groth                               | 793–818               | 2014 | Mitbewohner von Hubertus und Dominik; Freund von Pippi |
| Oskar Kraska McKone                                                                 | Raphael Nägli                             | 793–817               | 2014 | Bester Freund von Dominik |
| Yannick Rau                                                                         | Dominik Prinz von Blumenberg              | 793–818               | 2014 | Sohn von Saskia und Jan von Blumenberg, Bruder von Constanze; Mitbewohner von David und Hubertus; bester Freund von Raphael |
| Ruth Schönherr                                                                      | Li Ming „Ming“ Schumann                   | 793–818               | 2014 | Tochter von Dr. Daniela Schumann; Externe; Ex-Freundin von Nils; Chefredakteurin des „Einstein X-Press“ und des „Einstein-Radios“                                                                                                 |
| Stefan Wiegand                                                                      | Tobias „Tobi“ Knecht                      | 794–817               | 2014 | Sohn von Franz Knecht; Externer; Ex-Freund von Marike |
| Lehrer:                                                                             |                                           |                       |      | |
| Liz Baffoe                                                                          | Changa Miesbach                           | 798–817               | 2014 | Lehrerin für Englisch, Kunst, Musik und Darstellendes Spiel |
| Georg Blumreiter                                                                    | Uwe Krassnick                             | 796–818               | 2014 | Lehrer für Sozialkunde, Geografie und Sport |
| Olaf Burmeister                                                                     | Dr. Heinrich „Heiner“ Zech                | 795–818               | 2014 | Stellvertretender Schulleiter; Lehrer für Latein, Geschichte und Geografie; Ehemann von Margarete Zech |
| Janina Elkin                                                                        | Anna-Carina Levin                         | 794–818               | 2014 | Lehrerin für Biologie und Chemie; Vertrauenslehrerin |
| Lisa Feller                                                                         | Dr. Daniela Schumann                      | 794–817               | 2014 | Lehrerin für Deutsch, Informatik und Mandarin; Mutter von Li Ming |
| Robert Schupp                                                                       | Dr. Michael Berger                        | 793–818               | 2014 | Schulleiter; Lehrer für Mathematik, Physik, Chemie und Ethik |
| weiteres Schul-/ Internatspersonal:                                                 |                                           |                       |      | |
| Angelika Böttiger                                                                   | Lieselotte Rottbach                       | 793–818               | 2014 | Internatsleiterin und Erzieherin |
| Cornelia Kaupert                                                                    | Margarete Zech                            | 795–817               | 2014 | Betreiberin der Cafeteria; Ehefrau von Dr. Heiner Zech |
| Gert Schaefer                                                                       | Heinz August Pasulke                      | 797                   | 2014 | Hausmeister |
| Björn von der Wellen                                                                | Alexander Fischer                         | 793–818               | 2014 | Internatsleiter und Erzieher |
| Nebencharaktere:                                                                    |                                           |                       |      | |
| Kinder und Jugendliche:                                                             |                                           |                       |      | |
| Natalie Koop                                                                        | Marike Müller                             | 794–813               | 2014 | Freundin von Tobias |
| Eltern und Verwandte:                                                               |                                           |                       |      | |
| Christine Döring                                                                    | Saskia von Blumenberg                     | 794 (Stimmenauftritt) | 2014 | Mutter von Constanze und Dominik |
| Prominente Gastdarsteller (Bemerkungen bezeichnen hier die Berufe der Prominenten): |                                           |                       |      | |
| Philipp Danne                                                                       | Chef zum Selbermachen („Das Chefmonster“) | 818 (Spezialfolge)    | 2014 | Schauspieler |

## Episoden
| Nr. (ges.) | Nr. (St.) | Originaltitel                                                    | Erstausstrahlung |
| ---------- | --------- | ---------------------------------------------------------------- | ---------------- |
| 793        | 1         | Folge 793                                                        | 4. Jan. 2014     |
| 794        | 2         | Folge 794                                                        | 11. Jan. 2014    |
| 795        | 3         | Folge 795                                                        | 18. Jan. 2014    |
| 796        | 4         | Folge 796                                                        | 25. Jan. 2014    |
| 797        | 5         | Folge 797                                                        | 1. Feb. 2014     |
| 798        | 6         | Folge 798                                                        | 8. Feb. 2014     |
| 799        | 7         | Folge 799                                                        | 15. Feb. 2014    |
| 818        | 8         | Folge 818 − „Direktor Berger und das Chefmonster“ (Spezialfolge) | 22. Feb. 2014    |
| 800        | 9         | Folge 800                                                        | 1. März 2014     |
| 801        | 10        | Folge 801                                                        | 8. März 2014     |
| 802        | 11        | Folge 802                                                        | 15. März 2014    |
| 803        | 12        | Folge 803                                                        | 22. März 2014    |
| 804        | 13        | Folge 804                                                        | 29. März 2014    |
| 805        | 14        | Folge 805                                                        | 5. Apr. 2014     |
| 806        | 15        | Folge 806                                                        | 12. Apr. 2014    |
| 807        | 16        | Folge 807                                                        | 19. Apr. 2014    |
| 808        | 17        | Folge 808                                                        | 26. Apr. 2014    |
| 809        | 18        | Folge 809                                                        | 3. Mai 2014      |
| 810        | 19        | Folge 810                                                        | 10. Mai 2014     |
| 811        | 20        | Folge 811                                                        | 17. Mai 2014     |
| 812        | 21        | Folge 812                                                        | 24. Mai 2014     |
| 813        | 22        | Folge 813                                                        | 31. Mai 2014     |
| 814        | 23        | Folge 814                                                        | 7. Juni 2014     |
| 815        | 24        | Folge 815                                                        | 14. Juni 2014    |
| 816        | 25        | Folge 816                                                        | 21. Juni 2014    |
| 817        | 26        | Folge 817                                                        | 28. Juni 2014    |